# Simpsonichthys magnificus
Simpsonichthys magnificus är en fiskart som först beskrevs av Costa och Brasil, 1991.  Simpsonichthys magnificus ingår i släktet Simpsonichthys och familjen Rivulidae. Inga underarter finns listade i Catalogue of Life.